# 田中桐江
田中 桐江（たなか とうこう、寛文8年2月12日（1668年3月24日） - 寛保2年6月26日（1742年7月27日））は、江戸時代中期の儒学者・漢詩人。柳沢吉保に仕えた。本名を省、字は省吾。桐江は号である。通称富春山人。

## 生涯
寛文8年（1668年）に出羽国田川郡鶴ヶ岡城下（現・鶴岡市）に、田中一信の6男として生まれる。
元禄12年（1699年）桐江31歳で徳川家第五代将軍徳川綱吉の大老であった柳沢吉保に仕える。そこで荻生徂徠と知り合い深い親交を持った。
だが、正徳3年（1713年）柳沢吉保の奸臣に対して刃傷に及び奥州に逃げ延びる。
その後、光徳寺の僧である獨麟の薦めもあって、奥州から摂津国池田に移り住み、富永仲基などの門下達と「呉江社」（ごこうしゃ）を設立した。 
墓所は、大阪府池田市綾羽の大広寺にある。

## 血族
- 遠縁：田中一俊 - 庄内藩士
- 一俊・長男：田中一寧 - 教育者、原子爆弾（リトルボーイ）の犠牲者
- 一俊・三男：田中一貞 - 社会学者、慶應義塾図書館初代館長
- 一寧・長男：田中一郎 - 病院長

## 出版物

### 著書
- 『東海漫遊稿』
- 『樵漁余適』
- 『桐江語録』
- 『愚聞漫抄』

### 関連書籍
- 1923年（大正12年） - 『田中桐江伝』 吉田鋭雄（編） 池田史談会（出版）
- 1977年（昭和52年） - 『田中桐江』 鹿島友治（著）（『池田郷土研究 第4号』 池田郷土史学会（出版）に収録。）
- 1977年（昭和52年） - 『田中桐江門人その他』 山内篤（著）（『池田郷土研究 第4号』 池田郷土史学会（出版）に収録。）

## 参考資料
- 『庄内人名辞典』 大瀬欽哉（代表編者） 致道博物館内「庄内人名辞典刊行会」（発行）